# 薩塞克斯的亞契王子
薩塞克斯的亞契王子（英語：Prince Archie of Sussex，2019年5月6日—），全名為阿奇·夏里遜（英語：Archie Harrison），是薩塞克斯公爵哈里王子與夫人梅根的兒子，英國國王查爾斯三世的孫子，目前是英國王位第六順位繼承人。他在曾祖母伊利沙伯二世在位期間出生。

## 出生、家庭與嬰兒時期
阿奇·哈里森·蒙巴頓-溫莎於2019年5月6日在倫敦的波特蘭婦女兒童醫院出生。他是薩塞克斯公爵夫婦的第一個孩子。與過往王室新生兒不同，醫院台階上並未立即舉行媒體拍照環節。白金漢宮通過放置在畫架上的裱框公告宣布了他的出生，但與以往不同的是，公告上沒有接生醫生的簽名。為慶祝他的誕生，多處地標建築點亮了特殊燈光，包括尼亞加拉瀑布、CN電視塔和倫敦眼。他的名字於2019年5月8日被正式公布。他具有混血血統，母親一方有非裔美國人和歐裔美國人血統。他同時擁有英國與美國的雙重國籍。
出生兩天後，阿奇的父母帶他首次會見了曾祖父母伊利沙伯二世與菲臘親王。2019年7月6日，他在溫莎城堡的私人教堂接受坎特伯雷大主教賈斯汀·韋爾比的洗禮，身穿皇家洗禮袍，洗禮水取自約旦河。與王室傳統不同，他的父母並未公開教父母身份。後有報導稱其中四位教父母是查理·范·斯特勞本齊、蒂吉·萊格-伯克、馬克·戴爾（Mark Dyer）和第七代威斯敏斯特公爵。
2020年初，阿奇的父母宣布退出王室高級成員職務。同年夏季，全家遷居北美並定居於加利福尼亞州蒙特西托。他的妹妹莉莉貝特於2021年出生。

## 公開露面
2019年9月至10月，阿奇陪同父母前往馬拉威、安哥拉、南非和博茨瓦納進行非洲南部巡訪。2020年，為慶祝他的一歲生日，阿奇與母親共同參與了「Save with Stories」活動，在一部講故事視頻中露面，該項目旨在支援受2019冠狀病毒病疫情影響的兒童與家庭。

## 頭銜與稱號
作為父親薩塞克斯公爵、鄧巴頓伯爵和奇基爾男爵頭銜的法定繼承人，阿奇出生後依慣例有權使用父親的次級頭銜「鄧巴頓伯爵」作為禮節性稱號。但媒體報導稱，薩塞克斯公爵夫婦決定讓阿奇使用「阿奇·哈里森·蒙巴頓-溫莎少爺」（Master Archie Harrison Mountbatten-Windsor）的稱謂，以符合他們希望兒子以普通人身份成長的意願。
隨著查理斯三世繼位，依據英王制誥，阿奇作為君主兒子的子女，有權使用「王子」頭銜與「殿下」稱號。但有消息指出，尚不確定他是否會使用這些頭銜，並強調並非所有有資格的王室成員都會選擇使用頭銜。在專訪節目《奧花與梅根和哈里》中，薩塞克斯公爵夫人表示曾被告知將修改規定取消阿奇的頭銜資格。而查理斯三世精簡王室規模的計劃最早可追溯至1990年代。
2023年3月9日，英國王室官方網站更新資料，將阿奇稱爲「薩塞克斯的阿奇王子」（Prince Archie of Sussex）。據報導，這些頭銜僅會在正式場合使用，日常交談中不會提及。

## 外部連結
- 英國王室官方網站中的頁面（英文）

| 薩塞克斯的亞契王子 溫莎王朝出生于：2019年5月6日 | 薩塞克斯的亞契王子 溫莎王朝出生于：2019年5月6日 | 薩塞克斯的亞契王子 溫莎王朝出生于：2019年5月6日 |
| 頭銜繼承順序                                    | 頭銜繼承順序                                    | 頭銜繼承順序                                    |
| ----------------------------------------------- | ----------------------------------------------- | ----------------------------------------------- |
| 前任者： 薩塞克斯公爵                           | 英國王位繼承 第六位                             | 下一順位： 薩塞克斯的莉莉貝特公主               |
| 聯合王國排位名單                                |                                                 |                                                 |
| 前任者： 威爾斯的路易王子                       | 紳士 薩塞克斯的阿奇王子                         | 繼任者： 約克公爵                               |